# Габор Кірай
Га́бор Фе́ренц Кі́рай (угор. Király Gábor Ferenc, МФА: [ˈɡaːbor ˈfɛrɛnt͡s ˈkiraːj], нар. 1 квітня 1976, Сомбатгей, Угорщина) — угорський футболіст, воротар клубу «Галадаш». Чотири рази обирався найкращим футболістом року в Угорщині. Рекордсмен  національної збірної Угорщини за кількістю проведених у її складі матчів.

## Клубна кар'єра
У дорослому футболі дебютував 1993 року виступами за команду клубу «Галадаш» з рідного міста, в якій провів чотири сезони, взявши участь у 96 матчах чемпіонату.
Своєю грою за цю команду привернув увагу представників тренерського штабу берлінської «Герти», яка підписала молодого угорця у 1997 році. Відіграв за берлінський клуб наступні сім сезонів своєї ігрової кар'єри. Більшість часу, проведеного у складі «Герти», був основним голкіпером команди.
Згодом з 2004 по 2009 рік виступав в Англії, грав у складі команд клубів «Крістал Пелес», «Вест Гем Юнайтед», «Астон Вілла» та «Бернлі».
2009 року повернувся до Німеччини, уклавши контракт з клубом «Мюнхен 1860», у складі якого провів наступні п'ять років своєї кар'єри гравця. Граючи у складі «Мюнхена 1860» також здебільшого виходив на поле в основному складі команди. Відзначався досить високою надійністю, пропускаючи в іграх чемпіонату в середньому менше одного голу за матч.
Сезон 2014/15 знову провів в Англії, де був резервним голкіпером «Фулгема».
Влітку 2015 року 39-річний на той час голкіпер повернувся після 18 сезонів, проведених закордоном, на батьківщину, уклавши контракт зі своїм «рідним» «Галадашем».

## Виступи за збірні
Протягом 1996—1997 років залучався до складу молодіжної збірної Угорщини. На молодіжному рівні зіграв у 10 офіційних матчах, пропустив 1 гол.
1998 року дебютував в офіційних матчах у складі національної збірної Угорщини. Восени 2015 року провів у формі головної команди країни свій 101-й матч, наздогнавши за цим показником рекордсмена збірної Угорщини легендарного півзахисника повоєнних років Йожефа Божика.

## Титули і досягнення
- Володар Кубка німецької ліги: 2001, 2002
- Футболіст року в Угорщині:

1998, 1999, 2000, 2001, 2015